# Sazka

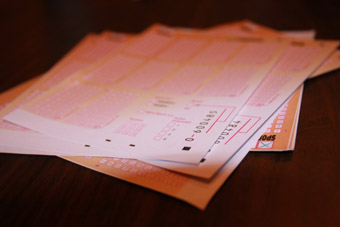
Sázenky Sportky, hlavního zdroje příjmů společnosti Sazka

SAZKA a.s. (sázková kancelář), česká akciová společnost provozující zejména číselné hry a sázky, je součástí mezinárodního holdingu Allwyn Entertainment miliardáře Karla Komárka ml.; jde o nejstarší loterijní společnost v Česku. Sazka mimo jiné provozuje číselné loterie, kurzové sázky, v produktové nabídce jsou též stírací losy a od poloviny roku 2018 také online casino Sazka Hry. Na území ČR funguje kolem 7 400 terminálů Sazky, které kromě loterií nabízejí prodej vstupenek, dobíjení předplacených karet do mobilních telefonů a další platební služby. Za rok 2018 překročily hrubé tržby z loterijní a sázkové činnosti hranici 13 miliard korun, na výhrách bylo vyplaceno 6,6 miliardy korun.
Nejúspěšnější a nejstarší provozovaná hra Sazky je Sportka, která byla spuštěna v roce 1957, hádá se v ní 6 čísel ze 49. Za rok 2018 v ní lidé prosázeli 5,9 mld. korun. V tomtéž roce se výrazně dařilo i loterii Eurojackpot [ˈjuərəuˈdžækpot]: Češi v ní vsadili necelé 2 mld. korun.

## Historie
Historie začala v roce 1948 zrušením soukromých sázkových společností a založením státního podniku Staska (Státní sázková kancelář), která umožňovala sázky na sportovní zápasy. Tato organizace byla po pěti letech zrušena pro podezření z manipulace se sportovními zápasy. Protože se sázení po zrušení jediné sázkové společnosti přesunulo do ilegality, byla v roce 1956 založena společnost Sazka, která byla následující rok svěřena Československému svazu tělesné výchovy.
V roce 1993 vznikla SAZKA, a.s., jejímiž akcionáři se staly tyto české sportovní organizace:
- Český svaz tělesné výchovy (68% podíl akcií v roce 2010)
- Česká obec sokolská (13,5 %)
- Česká asociace Sport pro všechny (5,5 %)
- Autoklub ČR (4 %)
- Sdružení sportovních svazů České republiky (3,5 %)
- Český olympijský výbor (2 %, akcionář od roku 1997)
- Český střelecký svaz (1,5 %)
- Asociace tělovýchovných jednot a sportovních klubů ČR (1 %)
- Orel – katolická tělovýchovná organizace (0,9 %)[7][nedostupný zdroj]

Dlouholetým předsedou představenstva a generálním ředitelem Sazky byl Aleš Hušák.[nedostupný zdroj] Sazka skrze své dceřiné společnosti mimo jiné vlastnila vinařství Kolby a.s., zámek a klášter v Rabštejně nad Střelou, pozemky u Trutnova a u Rudné u Prahy.

### Finanční problémy

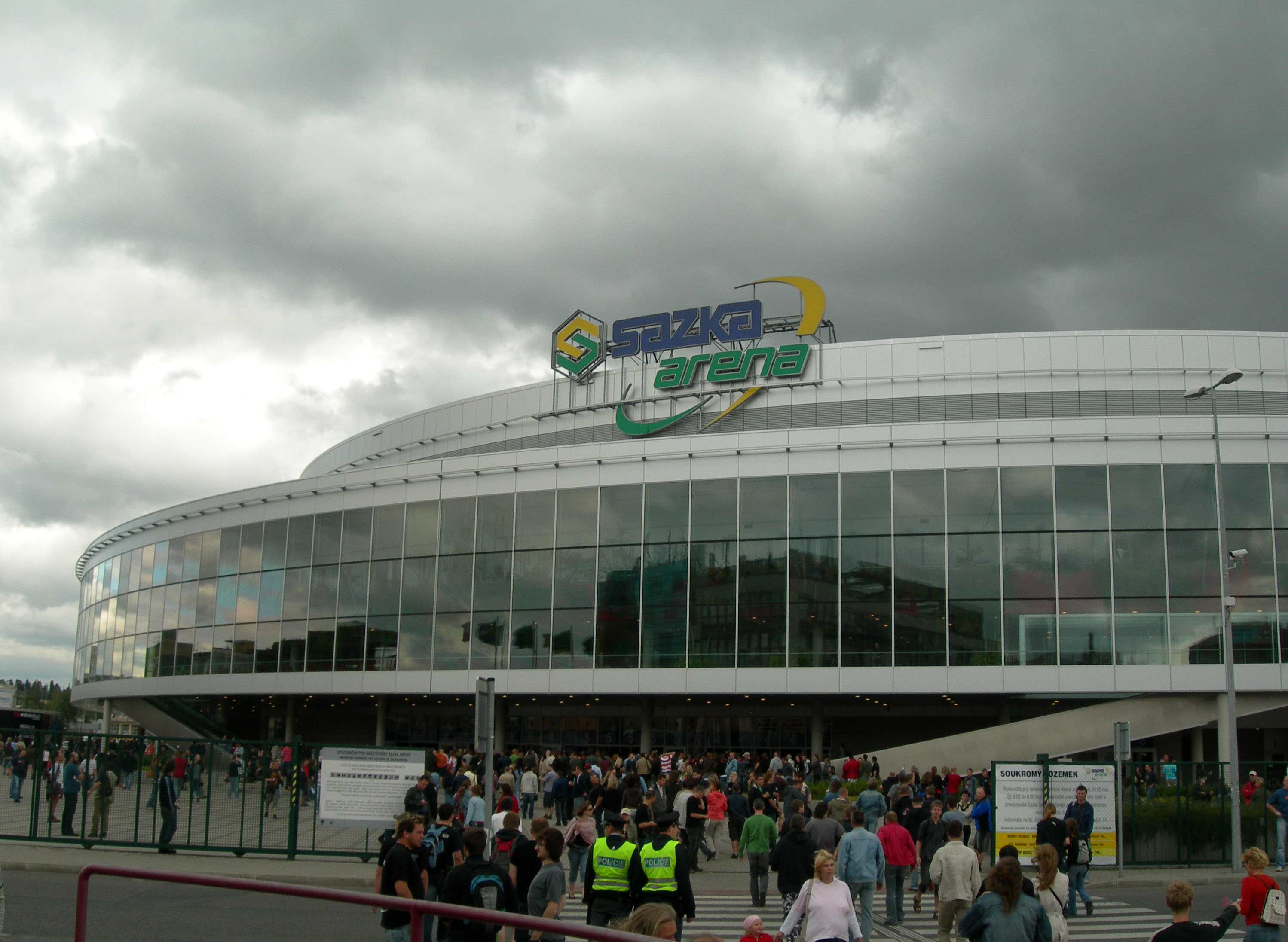
Sazka Arena v roce 2007

Společnost se významně zadlužila kvůli stavbě Sazka Areny, otevřené roku 2004 (od roku 2008 O2 Arena), která si však není schopna na své pořizovací náklady sama vydělat. Koncem roku 2009 měla Sazka vůči společnosti BESTSPORT (vlastník Areny) a občanskému sdružení Zelený ostrov (vlastník společnosti BESTSPORT) pohledávky v celkové výši 9,7 mld. Kč. Při celkové výši aktiv společnosti 14,2 mld. Kč tak tyto pohledávky tvořily jejich většinu.
V druhé půli roku 2010 začalo hospodaření společnosti záviset na krátkodobých půjčkách. Koncem roku 2010 pohledávky od Raiffeisenbank a Komerční banky v celkové hodnotě 1,5 miliardy korun skoupil podnikatel Radovan Vítek a stal se tak největším věřitelem Sazky. Dne 17. ledna 2011 podala na Sazku insolvenční návrh jím ovládaná společnost Moranda, a.s. V únoru 2011 byla do insolvenčního řízení Sazky přihlášena další pohledávka společnosti KKCG SF podnikatele Karla Komárka ml. ve výši 409 mil. Kč. Pohledávku koupila KKCG v lednu 2011 od belgické Fortis Bank. Společnosti Radovana Vítka a Karla Komárka ml. začaly také hromadně skupovat dluhopisy Sazky, začátkem března 2011 jich údajně kontrolovaly 80 %. Ještě 13. ledna Pavel Kořán (předseda ČSTV) v rozhovoru pro časopis Týden potvrzoval, že stočlenný sbor zástupců Tělovýchovných jednot sportovních klubů (ČSTV) podporoval práci Aleše Hušáka, tedy v době, kdy už Sazka fakticky bankrotovala.
Počátkem března schválilo představenstvo Sazky smlouvu se společností Gladiolus ovládanou Martinem Ulčákem a Pentou, na základě které má Sazka obdržet úvěr ve výši 2,5 mld. Kč s 10% úrokem p.a. a 7% manipulačním poplatkem. Za tento úvěr má Sazka zastavit nemovitosti, ochrannou známkou, akciemi dceřiných společností a po navýšení základního kapitálu i 51% podílem v samotné Sazce. Někteří akcionáři Sazky takovouto smlouvu považovali vůči Sazce za krajně nevýhodnou.
V půli března do insolvenčního řízení přihlásila pohledávku ve výši 215 milionů Česká spořitelna; Sazka také přiznala, že dosud také nevyplatila 103 milionů lednovému výherci Sportky. Další stamiliony po splatnosti Sazka dluží společnostem E-invest a Geco Tabak spojeným s Martinem Ulčákem. Koncem března se situace Sazky začala prudce zhoršovat – mobilní operátoři přestali umožňovat dobíjení přes loterijní terminály, řada provozovatelů těchto terminálů přestala také přijímat sázenky. Insolvenční návrh také podal místopředseda představenstva Sazky Roman Ječmínek. Všechny pohledávky společností Radovana Vítka převzala PPF Petra Kellnera, Radovan Vítek na celé transakci vydělal až 1 miliardu. PPF chtěla postupovat ve shodě s KKCG.

### Konkurz a prodej podniku
Dne 27. května 2011 byl na Sazku prohlášen konkurz. 17. srpna 2011 vyhlásil insolvenční správce výběrové řízení na prodej podniku Sazky. Ve výběrovém řízení zvítězila společnost Sázková kancelář, a.s., která je dle vyjádření společností PPF, a.s. a KKCG Structured Finance Limited jejich společným podnikem, když nabídla 3,810 milionů Kč. Na druhém místě skončila společnost Charlcoal a.s. (ovládaná podnikatelem Pavlem Tykačem) s 3,601 miliony Kč a na třetím místě se pak umístila společnost Synot Tip, a.s. s nabídkou 500 milionů Kč. Společnost Penta Investment nabídla mimo výběrové řízení 4,650 milionů Kč. Výsledek výběrového řízení neúspěšně napadl jeden z velkých věřitelů, Česká spořitelna, a podnik byl tak v září 2011 prodán společnosti Sázková kancelář, a.s.
Také společnost PPF Petra Kellnera, která nakonec Sazku společně s miliardářem Karlem Komárkem získala, začala již v létě s odkupováním řady jejích pohledávek (Volksbank 75 milionů Kč, GTech Corporation 67 milionů Kč, Citibank 211,9 milionů Kč, Vodafone 194 milionů, Telefónica O2 211 milionů Kč). Za kolik Kč tyto pohledávky odkoupila, společnost tisku odmítla sdělit. V listopadu 2011 nabídla České spořitelně, že odkoupí i její pohledávku v hodnotě 215 milionů Kč.
V listopadu 2011 se Sázková kancelář, a.s. přejmenovala na SAZKA sázková kancelář, a.s. V červnu 2014 se SAZKA, a.s. přejmenovala na SALEZA, a.s. a SAZKA sázková kancelář, a.s. na SAZKA a.s.

## Vlastnictví Sazky
Od května 2011 do července 2013 byla SAZKA sázková kancelář, a.s. 100% vlastněna společností PFQ Czech, a.s. Jediným akcionářem společnosti PFQ Czech byla od června 2011 společnost BQV Czech, a.s. Jediným akcionářem BQV Czech pak byla od června 2011 společnost STARBRITE INVESTMENTS LIMITED, se sídlem na Kypru. Konečnými ovládajícími osobami společnosti SAZKA sázková kancelář byly společnosti PPF Group N.V. a KKCG. V říjnu 2012 tyto společnosti oznámily, že KKCG odkoupí podíl PPF a stane se tak jediným konečným vlastníkem společnosti SAZKA sázková kancelář. Podle informací Aktuálně.cz měla celá transakce hodnotu 3,5 mld. Kč.
Společnost SAZKA sázková kancelář, a.s. je od července 2013 100% vlastněna společností PGQ Czech Republic, a.s. (od července 2014 přejmenována na SAZKA Czech a.s., od října 2022 přejmenovaná na Allwyn Czech Republic Holding a.s.), která je 100% vlastněna společností PUU Czech, a.s. (od srpna 2014 přejmenována na SAZKA Group a.s., od května 2022 přejmenována na Allwyn International a.s.), která je 100% vlastněna švýcarskou společností Allwyn AG (dříve SAZKA Entertainment AG), která je dceřinou společností KKCG AG.